# Records et statistiques de la Ligue des champions féminine de l'UEFA
Cet article présente les records et statistiques de la Coupe féminine de l'UEFA (2001-2009) puis de la Ligue des champions féminine de l'UEFA (depuis 2009).
Sauf mention contraire, ces statistiques concernent toutes les rencontres jouées dans cette compétition depuis sa création en 2001. Les tours préliminaires sont donc comptés dans les statistiques.

## Records et statistiques par club

### Bilan des clubs en Ligue des champions féminine
Le tableau suivant présente les clubs qui ont disputé le plus de rencontres en Ligue des champions féminine,.
Dernière mise à jour 30 mars 2025.
| Rang | Club                | Saisons | Titre(s) | Finale(s) | MJ  | V   | N  | D  | BP  | BC  | DB   | Pts | %V     |
| ---- | ------------------- | ------- | -------- | --------- | --- | --- | -- | -- | --- | --- | ---- | --- | ------ |
| 1    | Olympique lyonnais  | 18      | 8        | 11        | 152 | 119 | 19 | 14 | 514 | 87  | +427 | 257 | 78,3 % |
| 2    | Arsenal WFC         | 17      | 1        | 2         | 124 | 73  | 17 | 34 | 341 | 148 | +193 | 163 | 58,9 % |
| 3    | VfL Wolfsburg       | 13      | 2        | 5         | 104 | 68  | 17 | 19 | 306 | 105 | +201 | 153 | 65,4 % |
| 4    | FC Barcelone        | 13      | 3        | 6         | 99  | 72  | 8  | 19 | 268 | 80  | +178 | 152 | 72,7 % |
| 5    | FFC Francfort       | 13      | 4        | 6         | 92  | 61  | 12 | 19 | 261 | 79  | +182 | 134 | 66,3 % |
| 6    | Paris Saint-Germain | 12      | 0        | 2         | 86  | 49  | 13 | 24 | 180 | 83  | +97  | 111 | 57 %   |
| 7    | Umeå IK             | 9       | 2        | 5         | 67  | 45  | 13 | 9  | 205 | 51  | +154 | 103 | 67,2 % |
| 8    | Bayern Munich       | 10      | 0        | 0         | 69  | 43  | 10 | 16 | 180 | 65  | +115 | 96  | 62,3 % |
| 9    | Brøndby IF          | 21      | 0        | 0         | 89  | 39  | 16 | 34 | 158 | 116 | +42  | 94  | 43,8 % |
| 10   | FFC Turbine Potsdam | 8       | 2        | 4         | 61  | 43  | 7  | 11 | 236 | 60  | +176 | 93  | 70,5 % |
| 11   | FC Rosengård        | 13      | 0        | 0         | 73  | 36  | 9  | 28 | 137 | 106 | +30  | 81  | 49,3 % |

### Équipes invaincues
Sept équipes ont réussi à remporter la Ligue des champions féminine sans connaître la moindre défaite dans l'épreuve. Quatre d'entre elles ont réalisé cet exploit au moins deux fois dans l'histoire, l'Olympique lyonnais est le seul club à l'avoir fait 6 fois (sur ses 8 sacres). 
- Le FFC Francfort avec 7 victoires et 1 match nul en 2001-2002, 6 victoires et 3 matchs nuls en 2007-2008 et 8 victoires et 1 matchs nul en 2014-2015
- Umeå IK avec 6 victoires et 3 matchs nuls en 2002-2003 et 9 victoires en 2003-2004.
- L'Olympique lyonnais avec 7 victoires en 2019-2020, 8 victoires et 1 match nul en 2010-2011 et 2011-2012 et 2017-2018 et 2018-2019, et 7 victoires et 2 matchs nuls en 2015-2016.
- Le VfL Wolfsbourg avec 8 victoires et 1 match nul en 2012-2013 et 2013-2014.

Les trois autres équipes à avoir réalisé cette performance sont les suivantes :
- Le FFC Turbine Potsdam avec 8 victoires et 1 matchs nul en 2004-2005.
- Arsenal avec 7 victoires et 2 matchs nuls en 2006-2007.
- Le FCR Duisbourg avec 7 victoires et 2 matchs nuls en 2008-2009.

### Participations
- Le club de KÍ Klaksvík détient le record du plus grand nombre de participations à la Ligue des Champions féminine, avec 22 participations, de 2001-02 à 2017-18 puis de 2020-21 à 2024-25. Il était également jusqu'en 2018 le seul club à avoir participé à toutes les éditions depuis la création de la compétition, cette série s'arrête lors de la saison 2018-19 car le club finit deuxième du championnat des Îles Féroé pour la première fois depuis 19 ans. Le club de ŽNK SFK 2000 Sarajevo détient également 22 participations de 2003-2004 à 2024-25.

### Participations consécutives
- Ces deux records sont égalés lors de la saison 2019-20 par le club danois de Brøndby IF et le club bosnien de ŽNK SFK 2000 Sarajevo, bien que la série de ces clubs ci soit toujours en cours, ils battent donc en 2020-21 le record de participations d'affilée et le prolongent la saison suivante pour atteindre 19. Seulement, Brøndby IF ne prend pas part à la saison 2021-22. C'est donc le club de ŽNK SFK 2000 Sarajevo qui détient le record avec 22 participations de 2003-2004 à 2024-25.

### Finales consécutives
- L'Olympique lyonnais détient le record de participations en finale d'affilée, en prenant part aux cinq finales de 2016 à 2020, remportant par ailleurs les 5 finales. Le FC Barcelone égale ce record en participant aux cinq finales de 2021 à 2025, mais n'en remportant que trois.

### Autres trophées remportés
Bien que n'étant pas officiellement reconnu, sept clubs ont réussi à gagner la C1, leur championnat, ainsi que leur coupe nationale dans la même saison, connu familièrement comme « le triplé » :
- Seul l'Olympique lyonnais a réalisé cinq fois le triplé, en 2012, 2016, 2017, 2019 et 2020 (après avoir remporté la Division 1, la Coupe de France et la Ligue des champions).

- Six clubs l'ont réalisé au moins une fois :
  - Le FFC Francfort, en 2002, après avoir remporté la Coupe féminine de l'UEFA, la Frauen Bundesliga ainsi que la DFB Pokal Frauen, et en 2008, après avoir également remporté la Coupe féminine de l'UEFA, la Frauen Bundesliga ainsi que la DFB Pokal Frauen.
  - Arsenal WFC, en 2007, après avoir remporté la Coupe féminine de l'UEFA, la FAWSL ainsi que la FAW Cup.
  - Le VfL Wolfsbourg, en 2013, après avoir remporté la Ligue des champions, la Frauen Bundesliga ainsi que la DFB Pokal Frauen.
  - Le FC Barcelone en 2021 en 2023, après avoir remporté la Ligue des champions, la Primera División ainsi que la Copa de la Reina.

### Plus larges victoires
- La plus large victoire enregistrée en tour de qualification est de 21-0, c'est également la plus large victoire enregistrée dans la compétition :
  - Apollon Limassol bat KS Ada en 2012-13
- La plus large victoire enregistrée en phase de groupe est de 9-0 :
  - Le Toulouse FC contre le M. Haifa en 2002-2003, le FC Barcelone contre Benfica Lisbonne en 2022-23 et l'Olympique lyonnais contre le Slavia Prague en 2023-24

- La plus large victoire en finale à double confrontation est de 8 buts d'écart :
  - Umeå IK contre le FFC Francfort : 8-0 (3-0, 5-0) en 2003-04
- La plus large victoire en finale simple est de 4 buts d'écart :
  - Le FC Barcelone contre Chelsea : 4-0 en 2020-21

### Défense
- L'Olympique lyonnais détient le record du plus grand nombre de matchs sans but encaissé avec 9. Elles n'encaissent aucun but entre avril 2012 et avril 2013.

### Défense du titre
- Un total de 21 Coupes d'Europe féminine ont été disputées, 8 Coupe féminine de l'UEFA (2001-02 à 2008-09) et 15 Ligue des champions féminine (2009-10 à 2023-24). 8 des 23 équipes qui ont tenté de défendre le trophée (34,78 %) ont été couronnées de succès, répartis entre 4 équipes :

- L'Olympique lyonnais, 5 tentatives réussies sur 8 (2011-12, 2016-17, 2017-18, 2018-19, 2019-20)
- Le VfL Wolfsbourg, une tentative réussie sur 2 (2013-14)
- Umeå IK, une tentative réussie sur 2 (2003-04)
- le FC Barcelone , une tentative réussie sur 3 (2023-24)

Certains tenants du titre ont atteint la finale mais ont dû s'incliner :
- Le FFC Turbine Potsdam en 2005-06 et 2010-11
- L'Olympique lyonnais en 2012-13
- Le FC Barcelone en 2021-22

### Buts consécutifs
- L'Olympique lyonnais détient le record de matchs joués en ayant marqué au moins une fois. Elles ont marqué au moins un but durant 29 matchs consécutifs. Le record a commencé avec une victoire 1-0 contre Manchester City en demi-finale de la saison 2017-18. Cela a continué sur l'ensemble des 9 matchs de la saison 2018-19, des 7 matchs de la saison 2019-20, des 6 matchs de la saison 2020-21, puis a continué durant la saison 2021-22 pendant 5 matchs.

### Victoires consécutives à domicile
L'Olympique lyonnais détient le record (17) de victoires consécutives à domicile en Ligue des champions.
- L'Olympique lyonnais (entre le 7 octobre 2009 et une victoire 5-0 sur ŽFK Mašinac PZP Niš et le 14 novembre 2013 et une défaite 2-1 contre le FFC Turbine Potsdam).

### Victoires consécutives à l'extérieur
L'Olympique lyonnais détient le record (8) de victoires consécutives à l'extérieur en Ligue des champions féminine. Cela a débuté avec une victoire 1-0 contre le Paris Saint-Germain lors de la demi-finale retour de la saison 2015-16 le 24 mai 2016 et s'est poursuivie jusqu'au 21 mars 2018 en battant 1-0 le FC Barcelone lors du quart de finale aller de la saison 2017-18. La série se termine par un match nul 0-0 contre Manchester City lors du premier match des demi-finales.

### Victoires consécutives
Umeå IK (2002-03, 2003-04, 2004-05) détient le record (14) de victoires consécutives en Ligue des champions féminine. Le record débute le 9 juin 2003 dans la victoire 4-1 contre Fortuna Hjørring lors du premier match de la finale de la saison 2002-03. Cela se termine avec une défaite 2-1 à l'extérieur contre Djurgården Stockholm, le 27 octobre 2004

### Plus longue invincibilité à domicile
Le record de la plus longue invincibilité à domicile est détenu par l'Olympique lyonnais (27). La série débute avec un match nul de 0-0 (pour le premier match de leur histoire à domicile dans la compétition) contre Brøndby IF en 2007-08 et se termine avec une victoire de 6-0 contre le FC Twente lors du match retour aller du trente-deuxièmes de finale de la saison 2013-14. Les 27 matchs sans défaites se terminent avec une défaite 1-2 (de fait la première de leur histoire à domicile) contre le FFC Turbine Potsdam en huitièmes de finales de la saison 2013-14.

### Plus longue invincibilité à l'extérieur
Le record de la plus longue série sans défaites à l'extérieur (terrains neutres non compris) est de 40 matchs consécutifs et est détenu par l'Olympique lyonnais. La série débute avec un match nul 0-0 contre Umeå IK en 2009-10 en demi-finale retour le 28 avril 2010. et se termine par la victoire 0-3 contre BK Häcken lors du premier match du groupe D de la saison 2021-22.

### La plus longue série sans défaite
Le record de la plus longue série d'invincibilité s'élève à 31 matchs et est détenu par l'Olympique lyonnais. Il a commencé avec une victoire aux tirs  au but (0-0, 7-6) contre le PSG le 1er juin 2017 lors de la finale de la saison 2016-2017, et se termine après la défaite (1-2) contre le PSG le 24 mars 2021 lors du quart de finale retour de la saison 2020-2021.

### Record d'affluence
Le 22 avril 2022, le Camp Nou de Barcelone bat le record mondial d'affluence pour un match de football féminin avec 91 648 spectateurs lors du match de Ligue des champions entre le FC Barcelone et VfL Wolfsburg.

### Divers
- L'Olympique lyonnais est le club le plus titré avec 8 victoires au total.
- Le VfL Wolfsburg est le club ayant échoué le plus de fois en finales, avec 4 échecs (2016, 2018, 2020 et 2023).
- Umeå IK détient le record d'échecs consécutifs en finale (2).
- Depuis 2015, le FFC Francfort détient le record du plus grand écart entre deux titres (7 ans).
- Le FCR Duisbourg est la seule équipe à avoir remporté autant de fois la Ligue des champions que son championnat national (1).
- La rencontre Tyresö FF 3-4 VfL Wolfsburg est le match le plus prolifique réalisé lors d'une finale (2014).
- Le FC Barcelone est le seul clubs à être parvenu en demi-finales de la Ligue des champions 7 fois consécutivement, de 2019 à 2025.
- La rencontre Olympique lyonnais-VfL Wolfsburg (2013, 2016, 2018, 2020) est la plus représentée en finale (4), il s'agissait également du match le plus joué de l'histoire de la compétition (9 fois), devancé depuis par OL-Paris Saint-Germain (12 fois).
- L'Olympique lyonnais détient le record de victoires consécutives en WCL (5).

## Records et statistiques par nation
- À seulement deux occasions la finale s'est jouée entre deux clubs d'un même pays :
  - 2006 (Allemagne) : FFC Francfort contre FFC Turbine Potsdam 7-2 (4-0, 3-2)
  - 2017 (France) : Olympique lyonnais contre Paris Saint-Germain 0-0 (7-6 tab.)
- L'Allemagne est le pays le plus titré, 9 victoires partagées entre 4 équipes : le FFC Francfort (4), le FFC Turbine Potsdam (2), le FCR Duisbourg (1) et le VfL Wolfsburg (2).
- L'Allemagne est le pays ayant joués le plus de finales : 17.
- L'Allemagne est le pays ayant échoué le plus de fois en finale (8).
- L'Allemagne est le pays ayant joué le plus de demi-finales : 27.
- L'Allemagne est le pays avec le plus grand nombre de vainqueurs (4) : le FFC Francfort, le FFC Turbine Potsdam, le FCR Duisbourg et le VfL Wolfsburg.
- L’Allemagne détient également le record du plus grand nombre d’équipes ayant participé à une finale (4) : les quatre équipes précédentes.
- La France est le pays ayant fourni le plus grand nombre d'équipes différentes en demi-finale (5) : les 2 finalistes, plus le Montpellier HSC, Toulouse FC et le FCF Juvisy.
- L’Allemagne et la France sont les pays ayant fournis le plus d'équipes en phase finale (3) :
  - en 2015-16 avec le FFC Francfort, le VfL Wolfsburg et le Bayern Munich
  - en 2021-22 avec le Bayern Munich, le VfL Wolfsburg et le TSG Hoffenheim
  - en 2022-23 avec l'Olympique lyonnais, le Paris Saint-Germain et le Paris FC
  - en 2023-24 avec l'Olympique lyonnais, le Paris Saint-Germain et le Paris FC
- La France détient le record de victoires consécutives en WCL (5), de 2016 à 2020.
- L'Allemagne détient le record de finales consécutives avec 9 de 2008 à 2016, cette série s'arrête après la finale 100% française de 2017.
- L'Allemagne est la seule nation à avoir remporté la Ligue des Champions et l'Euro la même année (2005, 2009 et 2013).
- En comptant les 2 finales, 14 rencontres de clubs d'un même pays ont été jouées :
  - 7 rencontres entre clubs français :
    - 2012-13 Olympique lyonnais - FCF Juvisy, demi-finale, 9-1 (3-0, 6-1)
    - 2014-15 Paris Saint-Germain - Olympique lyonnais, huitièmes de finale, 2-1 (1-1, 1-0)
    - 2015-16 Olympique lyonnais - Paris Saint-Germain, demi-finale, 8-0 (7-0, 1-0)
    - 2019-20 Olympique lyonnais - Paris Saint-Germain, demi-finale, 1-0 (match sec)
    - 2020-21 Paris Saint-Germain - Olympique lyonnais, quarts de finale, 2*-2 (0-1, 2-1)
    - 2021-22 Olympique lyonnais - Paris Saint-Germain, demi-finale, 5-3 (3-2, 2-1)
    - 2023-24 Olympique lyonnais - Paris Saint-Germain, demi-finale, 5-3 (3-2, 2-1)

  - 5 rencontres entre clubs allemands :
    - 2008-09 FCR Duisbourg - FFC Francfort, quart de finale, 5-1 (2-0, 3-1)
    - 2009-10 FFC Turbine Potsdam - FCR Duisbourg, demi-finale, 1-1 (1-0, 0-1) 3-1 tab.
    - 2010-11 FFC Turbine Potsdam - FCR Duisbourg, demi-finale, 3-2 (1-0, 2-2)
    - 2013-14 VfL Wolfsburg - FFC Turbine Potsdam, demi-finale, 4-2 (4-2, 0-0)
    - 2015-16 VfL Wolfsburg - FFC Francfort, demi-finale, 4-1 (4-0, 0-1)

  - 2 rencontres entre clubs espagnols :
    - 2019-20 FC Barcelone - Atlético de Madrid, quart de finale, 1-0 (match sec)
    - 2021-22 FC Barcelone - Real Madrid, quart de finale, 8-3 (3-1, 5-2)

  - 2 rencontre entre clubs anglais :
    - 2013-14 Birmingham City - Arsenal WFC, quart de finale, 3-0 (2-0, 1-0)
    - 2024-25 Chelsea FC - Manchester City, quart de finale, 3-2 (0-2, 3-0)

  - 1 rencontres entre clubs suédois :
    - 2004-05 Djurgårdens IF Dam - Umeå IK, quart de finale, 3-1 (2-1, 1-0)

| Nation             | 09-10 | 10-11 | 11-12 | 12-13 | 13-14 | 14-15 | 15-16 | 16-17 | 17-18 | 18-19 | 19-20 | 20-21 |
| ------------------ | ----- | ----- | ----- | ----- | ----- | ----- | ----- | ----- | ----- | ----- | ----- | ----- |
| Albanie            |       |       |       |       |       |       |       |       |       |       | 16es  |       |
| Allemagne          | V     | F     | F     | V     | V     | V     | F     | Q     | F     | D     | F     | D     |
| Angleterre         | Q     | D     | D     | D     | D     | Q     | 8es   | D     | D     | D     | Q     | F     |
| Autriche           | 8es   | 8es   | 8es   | 16es  | Q     | 8es   | 16es  | 16es  | 16es  | 16es  | 16es  | 8es   |
| Belgique           | 16es  | 16es  | 16es  | 16es  | 16es  |       | 16es  |       |       |       | 16es  |       |
| Biélorussie        | 16es  | 16es  | 16es  |       |       |       | 16es  | 16es  | 16es  |       | 8es   | 16es  |
| Bosnie-Herzégovine | 16es  |       |       | 16es  |       |       |       | 16es  |       | 16es  |       |       |
| Chypre             |       | 16es  | 16es  | 16es  | 16es  | 16es  |       | 16es  | 16es  | 16es  |       |       |
| Croatie            |       |       | 16es  |       |       | 16es  |       |       |       |       |       |       |
| Danemark           | 8es   | 8es   | Q     | 8es   | 8es   | D     | 8es   | Q     | 16es  | 8es   | 8es   | 8es   |
| Écosse             |       |       | 8es   | 16es  | 8es   | Q     | 16es  | 16es  | 16es  | 8es   | Q     | 16es  |
| Espagne            | 16es  | 8es   | 8es   | 16es  | Q     | 8es   | Q     | D     | Q     | F     | D     | V     |
| Estonie            |       |       |       |       | 16es  |       |       |       |       |       |       |       |
| Finlande           | 16es  | 16es  | 16es  | 16es  | 16es  |       | 16es  |       |       | 16es  |       |       |
| France             | F     | V     | V     | F     | 8es   | F     | V     | V     | V     | V     | V     | D     |
| Géorgie            |       |       |       |       |       |       |       |       |       |       |       | 16es  |
| Grèce              | 16es  | 16es  |       |       |       |       | 16es  |       | 16es  |       |       |       |
| Hongrie            | 16es  | 16es  |       | 16es  | 16es  | 16es  |       |       |       |       |       |       |
| Irlande            |       |       | 16es  |       |       | 16es  |       |       |       |       |       |       |
| Islande            | 16es  | 16es  | 16es  | 16es  | 16es  | 16es  | 16es  | 16es  | 8es   | 16es  | 8es   |       |
| Israël             |       |       | 16es  |       |       |       |       |       |       |       |       |       |
| Italie             | Q     | 8es   | 8es   | Q     | Q     | 8es   | Q     | 8es   | 8es   | 8es   | 16es  | 8es   |
| Kazakhstan         | 16es  | 16es  | 16es  | 16es  | 16es  | 16es  | 16es  | 8es   | 8es   | 16es  | 8es   | 8es   |
| Kosovo             |       |       |       |       |       |       |       |       |       |       | 16es  |       |
| Lituanie           |       |       |       |       |       | 8es   |       |       | 8es   | 16es  |       |       |
| Norvège            | Q     | 8es   | 16es  | 8es   | 16es  | 16es  | 8es   | 16es  | 8es   | Q     |       | 8es   |
| Pays-Bas           | 16es  | 16es  | 16es  | 16es  | 16es  | 16es  | 8es   | 8es   | 16es  |       | 8es   | 16es  |
| Pologne            | 16es  | 16es  |       | 16es  | 16es  | 16es  | 16es  | 16es  | 16es  |       |       | 16es  |
| Portugal           |       |       |       |       |       | 16es  |       |       |       |       | 16es  | 16es  |
| Roumanie           |       |       | 16es  | 8es   |       |       | 16es  |       | 16es  |       |       |       |
| Russie             | 8es   | Q     | Q     | Q     | 8es   | 8es   | 8es   | 8es   | 16es  | 16es  | 16es  |       |
| Serbie             | 16es  | 16es  |       | 16es  | 16es  |       | 16es  |       |       | 16es  | 16es  | 16es  |
| Slovénie           |       | 16es  |       |       |       | 16es  |       |       |       |       |       | 16es  |
| Suède              | D     | Q     | Q     | Q     | F     | Q     | Q     | Q     | Q     | 8es   | 16es  | Q     |
| Suisse             | 16es  | 16es  | 16es  | 16es  | 8es   | 8es   | 16es  | 8es   | 16es  | 8es   | 16es  | 16es  |
| Tchéquie           | 8es   | 8es   | 8es   | 8es   | 16es  | 16es  | Q     | 8es   | Q     | Q     | 8es   | 8es   |
| Turquie            |       |       |       |       | 8es   |       |       |       |       |       |       |       |
| Ukraine            | 16es  | 16es  |       |       |       |       |       |       |       | 16es  |       | 16es  |

| Nation     | 21-22  | 22-23  | 23-24  | 24-25  |
| ---------- | ------ | ------ | ------ | ------ |
| Albanie    |        | Poules |        |        |
| Allemagne  | D      | F      | Poules | Q      |
| Angleterre | Q      | D      | D      |        |
| Autriche   |        | Poules | Poules | Poules |
| Danemark   | Poules |        |        |        |
| Écosse     |        |        |        | Poules |
| Espagne    | F      | V      | V      |        |
| France     | V      | Q      | F      |        |
| Islande    | Poules |        |        |        |
| Italie     | Q      | Q      | Poules | Poules |
| Norvège    |        |        | Q      | Poules |
| Pays-Bas   |        |        | Q      | Poules |
| Portugal   | Poules | Poules | Q      |        |
| Suède      | Poules | Poules | Q      | Poules |
| Suisse     | Poules | Poules |        |        |
| Tchéquie   |        | Poules | Poules |        |
| Turquie    |        |        |        | Poules |
| Ukraine    | Poules |        |        |        |

| Rang | Nation      | Victoires finales | Finales perdues | Demi-finales perdues | Quarts de finale perdus |
| ---- | ----------- | ----------------- | --------------- | -------------------- | ----------------------- |
| 1.   | Allemagne   | 9                 | 8               | 10                   | 13                      |
| 2.   | France      | 8                 | 5               | 11                   | 8                       |
| 3.   | Espagne     | 3                 | 2               | 2                    | 6                       |
| 4.   | Suède       | 2                 | 5               | 4                    | 13                      |
| 5.   | Angleterre  | 1                 | 1               | 14                   | 14                      |
| 6.   | Danemark    | 0                 | 1               | 3                    | 6                       |
| 7.   | Russie      | 0                 | 1               | 0                    | 8                       |
| 8.   | Norvège     | 0                 | 0               | 2                    | 6                       |
| 9.   | Italie      | 0                 | 0               | 1                    | 8                       |
| 10.  | Finlande    | 0                 | 0               | 1                    | 1                       |
| 11.  | Tchéquie    | 0                 | 0               | 0                    | 4                       |
| 12.  | Écosse      | 0                 | 0               | 0                    | 2                       |
| 12.  | Islande     | 0                 | 0               | 0                    | 2                       |
| 12.  | Pays-Bas    | 0                 | 0               | 0                    | 2                       |
| 15.  | Autriche    | 0                 | 0               | 0                    | 1                       |
| 15.  | Azerbaïdjan | 0                 | 0               | 0                    | 1                       |
| 15.  | Belgique    | 0                 | 0               | 0                    | 1                       |
| 15.  | Biélorussie | 0                 | 0               | 0                    | 1                       |
| 15.  | Portugal    | 0                 | 0               | 0                    | 1                       |

Dernière mise à jour 3 mai 2025.

## Personnalités

### Joueuses

#### Matchs disputés
Le tableau ci-dessous ne comprend pas les matchs disputés en phase de qualification de la compétition. En gras est indiqué les joueuses disputant encore la compétition en saison 2024-2025.
Dernière mise à jour 3 mai 2025.
| Rang | Nom                    | Période   | Clubs                                                                                            | Matchs | Buts | Trophée(s) |
| ---- | ---------------------- | --------- | ------------------------------------------------------------------------------------------------ | ------ | ---- | ---------- |
| 1.   | Wendie Renard          | 2007-     | Olympique lyonnais (125)                                                                         | 125    | 35   | 8          |
| 2.   | Alexandra Popp         | 2008-     | FCR Duisbourg (23), Vfl Wolsbourg (82)                                                           | 105    | 39   | 3          |
| 3.   | Eugénie Le Sommer      | 2010-     | Olympique lyonnais (102)                                                                         | 102    | 50   | 8          |
| 4.   | Saki Kumagai           | 2011-     | FFC Francfort (8), Olympique lyonnais (54), Bayern Munich (18), AS Roma (16)                     | 96     | 11   | 5          |
| 5.   | Ramona Bachmann        | 2006-2024 | Umeå IK (20), FC Rosengård (17), VfL Wolfsbourg (10), Chelsea FCW (14), Paris Saint-Germain (33) | 95     | 23   | 0          |
| 6.   | Marta Torrejón         | 2006-     | RCD Espanyol (6), FC Barcelone (88)                                                              | 88     | 10   | 3          |
| 7.   | Sarah Bouhaddi         | 2006-2023 | FCF Juvisy (1), Olympique lyonnais (76), Paris Saint-Germain (9)                                 | 86     | 0    | 8          |
| 8.   | Caroline Graham Hansen | 2011-     | Stabæk FK (5), Tyresö FF (4), VfL Wolfsburg (28), FC Barcelone (48)                              | 85     | 25   | 3          |
| 8.   | Amandine Henry         | 2005-2023 | Olympique lyonnais (83)                                                                          | 83     | 12   | 7          |
| 10.  | Kim Little             | 2006-     | Hibernian (6), Arsenal (76)                                                                      | 82     | 43   | 0          |

#### Meilleurs buteurs de l'histoire
La norvégienne Ada Hegerberg est la meilleure buteuse de l'histoire de la Ligue des champions féminine. Depuis 2012, elle a inscrit 66 buts en 76 rencontres.
Dernière mise à jour le 30 mars 2025.
| Rang | Joueuse           | Période   | Clubs successifs                                                                       | Buts |
| ---- | ----------------- | --------- | -------------------------------------------------------------------------------------- | ---- |
| 1.   | Ada Hegerberg     | 2012-     | Stabæk Fotball (2), FFC Turbine Potsdam (2), Olympique lyonnais (62)                   | 66   |
| 2.   | Anja Mittag       | 2004-2019 | FFC Turbine Potsdam (36), FC Rosengård (10), Paris Saint-Germain (3), FC Rosengård (2) | 51   |
| 3.   | Eugénie Le Sommer | 2010-     | Olympique lyonnais (50)                                                                | 50   |
| 4.   | Conny Pohlers     | 2004-2014 | FFC Turbine Potsdam (26), FFC Francfort (8), VfL Wolfsbourg (14)                       | 48   |
| 5.   | Marta             | 2004-2017 | Umeå IK (30), Tyresö FF (7), FC Rosengård (9)                                          | 46   |
| 6.   | Kim Little        | 2006-     | Hibernian (5), Arsenal (38)                                                            | 43   |
| 6.   | Camille Abily     | 2004-2018 | Olympique lyonnais (43)                                                                | 43   |
| 8.   | Lotta Schelin     | 2008-2018 | Olympique lyonnais (41), FC Rosengård (1)                                              | 42   |
| 9.   | Pernille Harder   | 2014-     | Linköpings (1), VfL Wolfsburg (25), Chelsea FC (9), Bayern Munich (6)                  | 41   |
| 10.  | Nina Burger       | 2005-2019 | SV Neulengbach (40)                                                                    | 40   |

#### Autres records

##### Le plus de victoires
| N° | Joueurs            | Nationalité | Trophées | Finale(s) perdue(s) | Années    | Club(s)                                   |
| -- | ------------------ | ----------- | -------- | ------------------- | --------- | ----------------------------------------- |
| 1  | Wendie Renard      | France      | 8        | 3                   | 2007-     | Olympique Lyonnais (8)                    |
| 2  | Sarah Bouhaddi     | France      | 8        | 2                   | 2007-2023 | Olympique Lyonnais (8)                    |
| 2  | Eugénie Le Sommer  | France      | 8        | 2                   | 2010-     | Olympique Lyonnais (8)                    |
| 4  | Amel Majri         | France      | 8        | 1                   | 2010-     | Olympique Lyonnais (8)                    |
| 5  | Amandine Henry     | France      | 7        | 2                   | 2007-2023 | Olympique Lyonnais (7)                    |
| 6  | Dzsenifer Marozsán | Allemagne   | 6        | 2                   | 2011-     | FFC Francfort (1), Olympique Lyonnais (5) |
| 7  | Ada Hegerberg      | Norvège     | 6        | 1                   | 2012-     | Olympique Lyonnais (6)                    |
| 7  | Griedge Mbock      | France      | 6        | 1                   | 2015-     | Olympique Lyonnais (6)                    |
| 7  | Delphine Cascarino | France      | 6        | 1                   | 2015-     | Olympique Lyonnais (6)                    |
| 10 | Élodie Thomis      | France      | 5        | 2                   | 2005-2018 | Olympique Lyonnais (5)                    |

- Une joueuse a disputé onze finales :
  - Wendie Renard en 2010, 2011, 2012, 2013, 2016, 2017, 2018, 2019, 2020, 2022 et 2024 avec l'Olympique lyonnais.

- Seule une joueuse a remporté le trophée avec trois équipes différentes :
  - Conny Pohlers avec le FFC Turbine Potsdam en 2005, avec le FFC Francfort en 2008 et avec le VfL Wolfsbourg en 2013 et 2014

##### Plus ancien et le plus jeune
- La joueuse la plus âgée à remporter le tournoi est Marleen Wissink, à 36 ans, 327 jours lorsque le FFC Francfort a gagné contre le FFC Turbine Potsdam, le 27 mai 2006.
- La plus jeune joueuse à remporter le tournoi est Gilly Flaherty, à 15 ans, 248 jours quand Arsenal a gagné contre Umeå IK, le 29 avril 2007.
- La plus vieille joueuse à jouer dans le tournoi est  (), contre le  en , âgé de  ans et  jours.
- Le plus jeune joueur à jouer dans le tournoi est  (), contre le  le , à l'âge de  ans et  jours. Il fut remplacé à la ?e minute.
- Le plus vieux joueur à jouer une finale est , à  ans et  jours quand l

### Entraîneurs

#### Records
Dernière mise à jour 27 avril 2025.
| Rang | Nom              | Clubs                                                                                             | Matchs | Trophée(s) |
| ---- | ---------------- | ------------------------------------------------------------------------------------------------- | ------ | ---------- |
| 1    | Bernd Schröder   | FFC Turbine Potsdam (61)                                                                          | 61     | 2          |
| 2    | Emma Hayes       | Chelsea FC (58)                                                                                   | 58     | 0          |
| 2    | Patrice Lair     | Montpellier HSC (10), Olympique lyonnais (31), Paris Saint-Germain (9), Girondins de Bordeaux (4) | 54     | 2          |
| 4    | Farid Benstiti   | Olympique lyonnais (26), WFC Rossiyanka (2), Paris Saint-Germain (19)                             | 47     | 0          |
| 5    | Vic Akers        | Arsenal (43)                                                                                      | 43     | 1          |
| 6    | Sonia Bompastor  | Olympique lyonnais (32), Chelsea FC (10)                                                          | 42     | 1          |
| 7    | Gérard Prêcheur  | Olympique lyonnais (22), Paris Saint-Germain (19)                                                 | 41     | 2          |
| 8    | Ralf Kellermann  | VfL Wolfsbourg (41)                                                                               | 41     | 2          |
| 9    | Jonatan Giráldez | FC Barcelone (33)                                                                                 | 33     | 2          |
| 10   | Andrée Jeglertz  | Umeå IK (31)                                                                                      | 31     | 1          |

- Sonia Bompastor est la première femme à avoir remporté le trophée en tant que joueuse 2011 et 2012, puis en tant qu'entraîneure en 2022. (Olympique Lyonnais)

- Seuls six entraîneurs ont remporté le trophée deux fois.
  - Patrice Lair en 2011 et 2012 (Olympique Lyonnais).
  - Bernd Schröder en 2005 et 2010 (FFC Turbine Potsdam).
  - Gérard Prêcheur en 2016 et 2017 (Olympique Lyonnais).
  - Jürgen Tritschoks en 2006 et 2008 (FFC Francfort).
  - Ralf Kellermann en 2013 et 2014 (VfL Wolfsbourg).
  - Reynald Pedros en 2018 et 2019 (Olympique Lyonnais).

- Deux entraîneurs ont disputé quatre finales :
  - Patrice Lair en 2011, 2012 et 2013 (Olympique Lyonnais) et 2017 (Paris Saint-Germain).
  - Bernd Schröder en 2005, 2006, 2010 et 2011 (FFC Turbine Potsdam)